# Harry Arter
Harry Nicholas Arter (Sidcup, 28 dicembre 1989) è un calciatore irlandese con cittadinanza britannica, centrocampista del Precision.

## Biografia
Arter è il cognato Scott Parker, allenatore e giocatore di calcio, in passato capitano della nazionale inglese.

## Carriera

### Club

#### Gli inizi, Charlton
Nato a Londra, Arter ha cominciato la sua carriera con il Charlton Athletic. Il debutto con la prima squadra è avvenuto il 25 settembre 2007, in Luton Town-Charlton Athletic (3-1 dts): nell'incontro Arter è subentrato a Svetoslav Todorov al minuto 86. Nel novembre 2008 è passato in prestito allo Staines Town. Nel marzo 2009 è passato, nuovamente con la formula del prestito, al Welling United. Il 2 giugno 2009 viene tesserato dal Woking.

#### Bournemouth e prestito al Carlisle Utd
Il 7 giugno 2010 viene acquistato dal Bournemouth, squadra guidata dal tecnico Eddie Howe. Il corrispettivo per il trasferimento, pari a 4.000 sterline, è stato deciso dal Tribunale FA. Il debutto con il club rossonero è avvenuto il 7 agosto 2010, nell'incontro di campionato Bournemouth-Charlton Athletic (1-0): ammonito al minuto 37 del primo tempo, viene sostituito all'inizio della ripresa. Nel febbraio 2011 ha prolungato per tre anni con il club rossonero. Il 4 marzo 2011 viene ceduto in prestito al Carlisle United. Il debutto con la nuova maglia è avvenuto il giorno successivo, nell'incontro di campionato Brighton & Hove Albion-Carlisle United (4-3), gara in cui ha siglato la rete del momentaneo 3-3 nel secondo minuto di recupero del secondo tempo. Ha collezionato in totale, con i Blue Army, 5 presenze e una rete.
Tornato al Bournemouth, complici le cessioni di Danny Hollands e Anton Robinson durante la sessione estiva di calciomercato, viene impiegato con maggiore continuità. Nel settembre 2011 ha rinnovato il proprio contratto con adeguamento dell'ingaggio. Al termine della stagione 2011-2012 ha collezionato, in totale, 6 reti in 39 incontri disputati. Nella stagione seguente, terminata con la promozione in Championship, Arter ha segnato 8 goal in 42 partite. Nella stagione 2013-2014 Arter si è confermato titolare nel centrocampo delle Cherries, disputando un totale di 34 incontri e realizzando 3 reti. La stagione successiva lo vede come uno dei protagonisti, con un bottino complessivo di 9 reti in 47 incontri disputati. In quella stagione, terminata con la storica promozione in Premier League, Arter è votato come giocatore dell'anno da parte dei tifosi rossoneri. Durante questa stagione è sceso in campo in Bournemouth-Bolton (3-0) del 27 aprile 2015, incontro che ha sancito la storica promozione del club nella massima serie inglese. Cinque giorni dopo, nella vittoriosa trasferta contro il Charlton, ha siglato una delle tre reti che hanno consentito alle Cherries di vincere il campionato. La stagione successiva, a causa di un infortunio, è rimasto indisponibile fino alla seconda metà di ottobre. Tornato a disposizione, ha disputato il suo primo incontro il 28 ottobre 2015, scendendo in campo in Liverpool-Bournemouth (1-0), incontro valido per la EFL Cup. Il debutto in Premier League, invece, è avvenuto il 1º novembre 2015, nell'incontro Southampton-Bournemouth (2-0). Nella sua prima stagione in Premier League ha collezionato, in totale, 21 presenze e una rete. Nell'estate 2016 ha rinnovato il proprio contratto per altre tre stagioni. Nella stagione 2016-2017 ha collezionato, in totale, 35 presenze e una rete in Premier League. Nella stagione successiva, complici alcuni infortuni, ha perso il posto da titolare. Nella stagione, infatti, ha collezionato un totale di 16 presenze e una rete.

#### Prestiti a Cardiff City e Fulham
Il 9 agosto 2018 viene ceduto in prestito al Cardiff City. L'esordio è avvenuto il successivo 18 agosto, nell'incontro di campionato Cardiff City-Newcastle United (0-0). Ha collezionato in totale, con i Bluebirds, 25 presenze. Tornato al Bournemouth, il 6 agosto 2019 viene ceduto al Fulham, sempre con la formula del prestito. L'esordio con la nuova maglia è avvenuto quattro giorni dopo, nell'incontro di campionato Fulham-Blackburn Rovers (2-0). Ha collezionato in totale, con il club londinese, 29 presenze e 3 reti.

#### Nottingham Forest e vari prestiti
Il 22 settembre 2020 ha firmato un contratto triennale con il Nottingham Forest. L'esordio con il club è avvenuto tre giorni dopo, nell'incontro di campionato Huddersfield Town-Nottingham Forest (1-0). Nella prima stagione con il Nottingham ha collezionato, in totale, 15 presenze. Il 31 agosto 2021, ultimo giorno della sessione estiva di calciomercato, viene ceduto in prestito al Charlton fino al termine della stagione. Il prestito, però, viene risolto il 4 gennaio 2022 ed Arter fa così ritorno ai Reds. Il 16 marzo 2022 viene ceduto, nuovamente con la formula del prestito fino al termine della stagione, ai concittadini del Notts County. Il 4 maggio 2022, terminato il prestito, ha fatto ritorno al Nottingham Forest, dove rimane per due stagioni senza mai giocare, svincolandosi a scadenza del contratto il 30 giugno 2024.

#### Precision FC
Rimasto senza contratto, il 9 settembre 2024 firma per il Precision.

### Nazionale
Nato e cresciuto in Inghilterra, Arter ha scelto di giocare per la nazionale irlandese, avendo i nonni originari di Sligo. Fra il 2006 e il 2007 ha disputato alcuni incontri con le selezioni Under-17 e Under-19 irlandesi. Nel febbraio 2015 viene attenzionato dal commissario tecnico irlandese Martin O'Neill e nel mese successivo ha ricevuto la prima convocazione in nazionale maggiore. Il debutto con la nazionale maggiore è avvenuto il 7 giugno 2015, nell'amichevole Irlanda-Inghilterra (0-0).

## Palmarès

### Club

#### Competizioni nazionali
- Football League Championship: 1

Bournemouth: 2014-2015

## Statistiche

### Presenze e reti nei club
Statistiche aggiornate al 30 giugno 2024.
| Stagione                 | Squadra                  | Campionato               | Campionato | Campionato | Coppe nazionali | Coppe nazionali | Coppe nazionali | Coppe continentali | Coppe continentali | Coppe continentali | Altre coppe | Altre coppe | Altre coppe | Totale | Totale |
| Stagione                 | Squadra                  | Comp                     | Pres       | Reti       | Comp            | Pres            | Reti            | Comp               | Pres               | Reti               | Comp        | Pres        | Reti        | Pres   | Reti   |
| ------------------------ | ------------------------ | ------------------------ | ---------- | ---------- | --------------- | --------------- | --------------- | ------------------ | ------------------ | ------------------ | ----------- | ----------- | ----------- | ------ | ------ |
| 2007-2008                | Charlton                 | FLC                      | 0          | 0          | FA+FLC          | 0+1             | 0+0             | -                  | -                  | -                  | -           | -           | -           | 1      | 0      |
| nov.-dic. 2008           | Staines Town             | IFL                      | 4          | 0          | FA              | 0               | 0               | -                  | -                  | -                  | ILC+MSC     | 1+1         | 1+0         | 6      | 1      |
| mar.-apr. 2009           | Welling United           | NLS                      | 3          | 0          | FA              | 0               | 0               | -                  | -                  | -                  | -           | -           | -           | 3      | 0      |
| 2009-2010                | Woking                   | NLS                      | 36         | 5          | FA              | 5               | 3               | -                  | -                  | -                  | FAT+SSC     | 3+1         | 1+0         | 45     | 9      |
| 2010-mar. 2011           | Bournemouth              | FLO                      | 18         | 0          | FA+FLC          | 1+0             | 0+0             | -                  | -                  | -                  | FLT         | 1           | 0           | 20     | 0      |
| mar.-apr. 2011           | Carlisle Utd             | FLO                      | 5          | 1          | FA+FLC          | 0+0             | 0+0             | -                  | -                  | -                  | FLT         | 0           | 0           | 5      | 1      |
| 2011-2012                | Bournemouth              | FLO                      | 34         | 5          | FA+FLC          | 2+1             | 1+0             | -                  | -                  | -                  | FLT         | 2           | 0           | 39     | 6      |
| 2012-2013                | Bournemouth              | FLO                      | 37         | 8          | FA+FLC          | 3+1             | 0+0             | -                  | -                  | -                  | FLT         | 1           | 0           | 42     | 8      |
| 2013-2014                | Bournemouth              | FLC                      | 31         | 3          | FA+FLC          | 2+1             | 0+0             | -                  | -                  | -                  | -           | -           | -           | 34     | 3      |
| 2014-2015                | Bournemouth              | FLC                      | 43         | 9          | FA+FLC          | 1+3             | 0+0             | -                  | -                  | -                  | -           | -           | -           | 47     | 9      |
| 2015-2016                | Bournemouth              | PL                       | 21         | 1          | FA+FLC          | 0+1             | 0+0             | -                  | -                  | -                  | -           | -           | -           | 22     | 1      |
| 2016-2017                | Bournemouth              | PL                       | 35         | 1          | FA+EFLC         | 0+0             | 0+0             | -                  | -                  | -                  | -           | -           | -           | 35     | 1      |
| 2017-2018                | Bournemouth              | PL                       | 13         | 1          | FA+ELFC         | 1+2             | 0+0             | -                  | -                  | -                  | -           | -           | -           | 16     | 1      |
| Totale Bournemouth       | Totale Bournemouth       | Totale Bournemouth       | 214        | 28         |                 | 9+9             | 1+0             |                    | -                  | -                  |             | 3           | 0           | 235    | 29     |
| 2018-2019                | Cardiff City             | PL                       | 25         | 0          | FA+EFLC         | 0+0             | 0+0             | -                  | -                  | -                  |             | -           | -           | 25     | 0      |
| 2019-2020                | Fulham                   | FLC                      | 28         | 2          | FA+EFLC         | 1+0             | 1+0             | -                  | -                  | -                  |             | -           | -           | 29     | 3      |
| giu.-set. 2020           | Bournemouth              | FLC                      | 0          | 0          | FA+ELFC         | 0+1             | 0+0             | -                  | -                  | -                  |             | -           | -           | 1      | 0      |
| set. 2020-2021           | Nottingham Forest        | FLC                      | 13         | 0          | FA+ELFC         | 1+1             | 0+0             | -                  | -                  | -                  |             | -           | -           | 15     | 0      |
| 2021-gen. 2022           | Charlton                 | FLO                      | 4          | 0          | FA+EFLC         | 1+0             | 0+0             |                    | -                  | -                  | EFLT        | 1           | 0           | 6      | 0      |
| mar.-giu. 2022           | Notts County             | NL                       | 9          | 0          | FA              | 0               | 0               | -                  | -                  | -                  |             | -           | -           | 9      | 0      |
| 2022-2023                | Nottingham Forest        | PL                       | 0          | 0          | FA+EFLC         | 0+0             | 0+0             | -                  | -                  | -                  |             | -           | -           | 0      | 0      |
| 2023-2024                | Nottingham Forest        | PL                       | 0          | 0          | FA+EFLC         | 0+0             | 0+0             | -                  | -                  | -                  |             | -           | -           | 0      | 0      |
| Totale Nottingham Forest | Totale Nottingham Forest | Totale Nottingham Forest | 13         | 0          |                 | 2               | 0               |                    | -                  | -                  |             | -           | -           | 15     | 0      |
| Totale carriera          | Totale carriera          | Totale carriera          | 359        | 36         |                 | 18+12           | 5+0             |                    | -                  | -                  |             | 11          | 2           | 400    | 43     |

### Cronologia presenze e reti in Nazionale
| Cronologia completa delle presenze e delle reti in nazionale ― Irlanda | Cronologia completa delle presenze e delle reti in nazionale ― Irlanda | Cronologia completa delle presenze e delle reti in nazionale ― Irlanda | Cronologia completa delle presenze e delle reti in nazionale ― Irlanda | Cronologia completa delle presenze e delle reti in nazionale ― Irlanda | Cronologia completa delle presenze e delle reti in nazionale ― Irlanda | Cronologia completa delle presenze e delle reti in nazionale ― Irlanda | Cronologia completa delle presenze e delle reti in nazionale ― Irlanda |
| Data                                                                   | Città                                                                  | In casa                                                                | Risultato                                                              | Ospiti                                                                 | Competizione                                                           | Reti                                                                   | Note                                                                   |
| ---------------------------------------------------------------------- | ---------------------------------------------------------------------- | ---------------------------------------------------------------------- | ---------------------------------------------------------------------- | ---------------------------------------------------------------------- | ---------------------------------------------------------------------- | ---------------------------------------------------------------------- | ---------------------------------------------------------------------- |
| 7-6-2015                                                               | Dublino                                                                | Irlanda                                                                | 0 – 0                                                                  | Inghilterra                                                            | Amichevole                                                             | -                                                                      | 63’                                                                    |
| 27-5-2016                                                              | Dublino                                                                | Irlanda                                                                | 1 – 1                                                                  | Paesi Bassi                                                            | Amichevole                                                             | -                                                                      | 40’ 82’                                                                |
| 31-8-2016                                                              | Dublino                                                                | Irlanda                                                                | 4 – 0                                                                  | Oman                                                                   | Amichevole                                                             | -                                                                      |                                                                        |
| 12-11-2016                                                             | Vienna                                                                 | Austria                                                                | 0 – 1                                                                  | Irlanda                                                                | Qual. Mondiali 2018                                                    | -                                                                      |                                                                        |
| 4-6-2017                                                               | Dublino                                                                | Irlanda                                                                | 3 – 1                                                                  | Uruguay                                                                | Amichevole                                                             | -                                                                      |                                                                        |
| 11-6-2017                                                              | Dublino                                                                | Irlanda                                                                | 1 – 1                                                                  | Austria                                                                | Qual. Mondiali 2018                                                    | -                                                                      | 71’                                                                    |
| 2-9-2017                                                               | Tbilisi                                                                | Georgia                                                                | 1 – 1                                                                  | Irlanda                                                                | Qual. Mondiali 2018                                                    | -                                                                      | 61’                                                                    |
| 6-10-2017                                                              | Dublino                                                                | Irlanda                                                                | 2 – 0                                                                  | Moldavia                                                               | Qual. Mondiali 2018                                                    | -                                                                      | 79’ 90’                                                                |
| 9-10-2017                                                              | Cardiff                                                                | Galles                                                                 | 0 – 1                                                                  | Irlanda                                                                | Qual. Mondiali 2018                                                    | -                                                                      | 78’                                                                    |
| 11-11-2017                                                             | Copenaghen                                                             | Danimarca                                                              | 0 – 0                                                                  | Irlanda                                                                | Qual. Mondiali 2018                                                    | -                                                                      | 88’                                                                    |
| 14-11-2017                                                             | Dublino                                                                | Irlanda                                                                | 1 – 5                                                                  | Danimarca                                                              | Qual. Mondiali 2018                                                    | -                                                                      | 46’                                                                    |
| 28-5-2018                                                              | Saint-Denis                                                            | Francia                                                                | 2 – 0                                                                  | Irlanda                                                                | Amichevole                                                             | -                                                                      | 59’ 69’                                                                |
| 2-6-2018                                                               | Dublino                                                                | Irlanda                                                                | 2 – 1                                                                  | Stati Uniti                                                            | Amichevole                                                             | -                                                                      | 83’                                                                    |
| 13-10-2018                                                             | Dublino                                                                | Irlanda                                                                | 0 – 0                                                                  | Danimarca                                                              | UEFA Nations League 2018-2019 - 1º turno                               | -                                                                      | 8’ 65’                                                                 |
| 16-10-2018                                                             | Dublino                                                                | Irlanda                                                                | 0 – 1                                                                  | Galles                                                                 | UEFA Nations League 2018-2019 - 1º turno                               | -                                                                      |                                                                        |
| 23-3-2019                                                              | Gibilterra                                                             | Gibilterra                                                             | 0 – 1                                                                  | Irlanda                                                                | Qual. Euro 2020                                                        | -                                                                      | 73’                                                                    |
| 6-9-2020                                                               | Dublino                                                                | Irlanda                                                                | 0 – 1                                                                  | Finlandia                                                              | UEFA Nations League 2020-2021 - 1º turno                               | -                                                                      | 86’                                                                    |
| 3-6-2021                                                               | Andorra la Vella                                                       | Andorra                                                                | 1 – 4                                                                  | Irlanda                                                                | Amichevole                                                             | -                                                                      | 87’                                                                    |
| 12-10-2021                                                             | Dublino                                                                | Irlanda                                                                | 4 – 0                                                                  | Qatar                                                                  | Amichevole                                                             | -                                                                      | 88’                                                                    |
| Totale                                                                 |                                                                        | Presenze                                                               | 19                                                                     |                                                                        | Reti                                                                   | 0                                                                      |                                                                        |